# Kristina Carlson
Kristina Carlson (Hèlsinki, 31 de juliol de 1949), també coneguda amb el pseudònim Mari Lampinen, és una novel·lista, poeta i escriptora finlandesa.
Les seves novel·les inclouen Maan ääreen, El jardiner de Darwin i William N. Päiväkirja. També ha escrit diversos llibres de literatura juvenil. Durant més d’una vintena d’anys ha treballat de periodista i de crítica literària. Actualment viu a Hèlsinki.

## Obres seleccionades
- Maan ääreen (Fins al final de la Terra, 1999), guanyador del Premi Finlàndia de ficció.
- Herra Darwinin puutarhuri (El jardiner de Darwin, 2009, traduïda al català el 2024).[4]
- William N. Päiväkirja (El diari de William N, 2011).